# Eumenio
Eumenio (en latín, Eumenius, nacido circa 260 como muy tarde, más probablemente entre 230 y 240) fue profesor de Retórica en Augustodunum y uno de los panegiristas latinos recogidos en la antología de discursos panegíricos Panegyrici Latini (en concreto, del Pan. Lat. IX. Incipit quintus o Pro restaurandis scholis). 

## Vida y obra
Eumenio nació en Augustodunum (la ciudad romana que se corresponde con la actual Autun), en la provincia romana de la Galia Lugdunense. Era de ascendencia griega pues su abuelo, que había emigrado de Atenas a Roma, finalmente se estableció en Autun como profesor de Retórica. Eumenio probablemente le reemplazó, y fue desde este puesto en Augustodunum que Eumenio llegó a convertirse en magister memoriae (secretario privado) del césar y después emperador romano Constancio Cloro, a quien acompañó en varias de sus campañas.
En 296 Constancio Cloro se propuso restaurar las famosas escuelas de Autun (las llamadas scholae Maenianae de Autun). Durante los desórdenes del siglo III en las Galias, la instrucción en las citadas escuelas había cesado, quizá debido a la falta de financiación o estudiantes, y los edificios e instalaciones habían sufrido mucho durante el sitio de la ciudad en 269. El emperador designó a Eumenio como director de las escuelas de la ciudad, permitiéndole mantener el rango de funcionario público senior y doblando su salario.
Su discurso, generalmente llamado Pro restaurandis (o instaurandis) scholis (para la restauración de las escuelas), fue entregado probablemente en 297 o 298 en el foro de la ciudad de Augustodunum o en Lugdunun ante el gobernador de la provincia de Galia Lugdunense. El propósito del discurso era el de preguntar al gobernador si Eumenio podía dedicar su sueldo (o una gran parte del mismo) para reconstruir las escuelas de Autun. En el discurso elogiaba a los emperadores (Constancio Cloro y a sus colegas de Tetrarquía) y disponía los pasos necesarios para restaurar las escuelas a su estado anterior de eficacia, haciendo hincapié en que él se proponía sostener la obra realizada a sus expensas. Con este fin, Eumenio citaba la carta imperial de Constancio Cloro donde se le concedía su puesto y su largo salario en Autun; debido a la inclusión de esta carta imperial con el nombre del destinatario, se ha preservado el del autor de este panegírico.
No hay duda de que Eumenio fue pagano, adepto a la religión oficial del Imperio romano antes que un seguidor nominal del Cristianismo, como Ausonio y otros escritores galos coetáneos.
Anteriormente, otros panegíricos anónimos de la colección Panegyrici Latini también se habían atribuido a Eumenio. La posición más extrema era la de Otto Seeck, que mantenía que todos ellos (los discursos anónimos) eran de Eumenio. Este punto de vista ha sido, en gran parte, abandonado hoy en día, y Eumenio es visto solamente como el autor de Pro instaurandis scholis.